# Outback

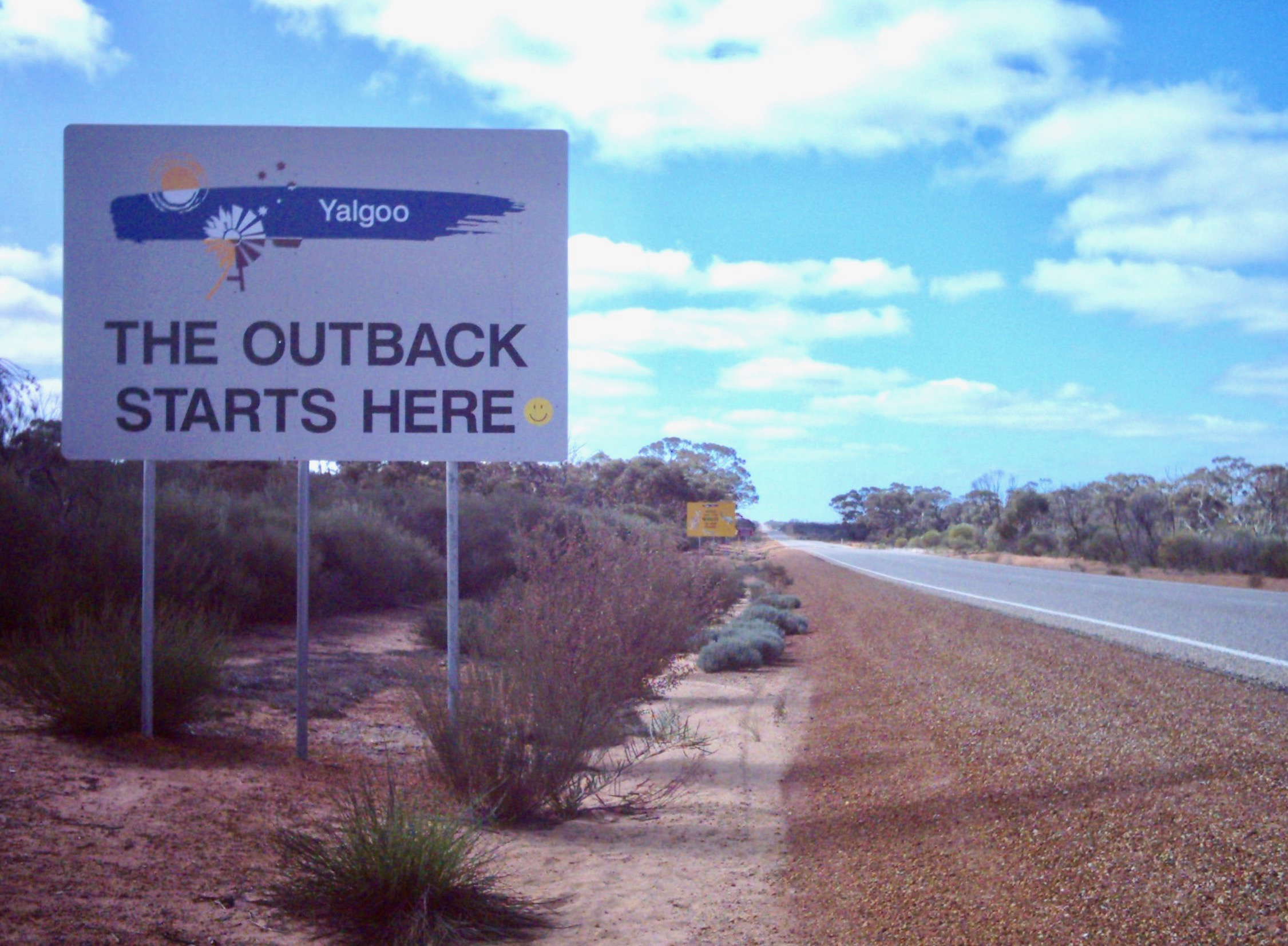
Cartel que dice: El Outback comienza aquí en Yalgoo, Australia Occidental.

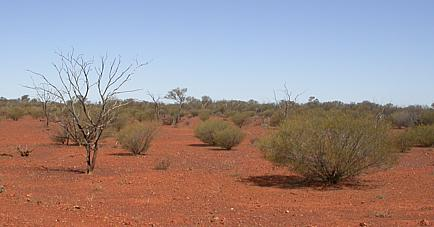
Paisaje típico del outback, al norte de Coober Pedy

El outback (también llamado never never, woop woop, back of beyond, back o'Burke o beyond the black stump) es el interior remoto y semiárido de Australia. Se consideran outback las regiones más alejadas de los centros urbanos que el bush. Las pocas partes fértiles se utilizan para granjas de ganado, vacuno u ovino; aparte de esta actividad, el turismo y la minería son las principales actividades económicas en esta vasta área alejada del mar. Debido al tamaño del outback, el valor de su producción ganadera y minera es considerable.

## Población

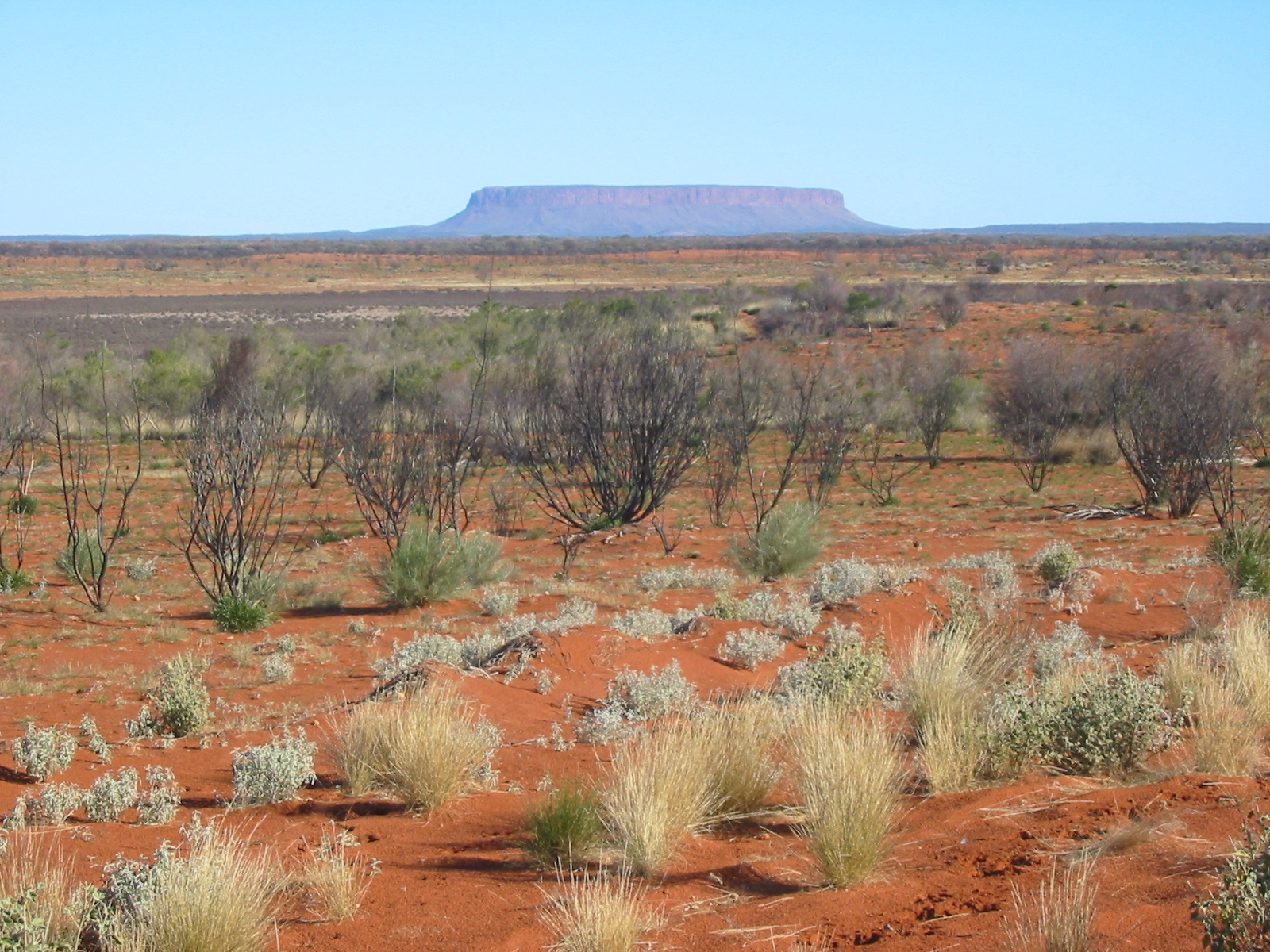
Outback del sur del Territorio del Norte, entre Alice Springs y el monte Uluru.

Cerca del 90% de la población de Australia vive en zonas urbanas en las zonas costeras. A pesar de ello, el outback y la historia de su exploración y colonización son fuente inagotable de historias y tradiciones sobre jornaleros itinerantes (los swagmen), colonos ilegales (los squatters) y bandoleros (los bushrangers) como Ned Kelly (si bien Ned Kelly apenas habitó el outback). 
Actualmente en el outback viven buena parte de los aborígenes australianos según sus tradiciones, como en el Anangu Pitjantjatjara Yankunytjatjara, en el extremo noroeste del Australia Meridional.

## Lugares de interés
El Never-Never (Nunca-Nunca en español) es un término que hace referencia a las partes más remotas del outback australiano. Hay muchos lugares renombrados muy apreciados de los turistas en el outback. Entre ellos se incluyen:
- Alice Springs
- Uluru (Ayers Rock)
- Coober Pedy
- Devils Marbles
- Katherine River Gorge
- Kings Canyon (Watarrka)
- The Olgas (Kata Tjuta)
- Cordillera MacDonnell
- Stockman's Hall of Fame

## Marcas
- Outback Steakhouse es una cadena de restaurantes nacida en los Estados Unidos decoradas con temas australianos.
- Subaru Outback es un vehículo de la marca japonesa Subaru.